# Roquetaillade-et-Conilhac
Roquetaillade-et-Conilhac község Franciaország Okcitánia régiójában, Aude megyében. Új községként 2019. január 1-jén jött létre két korábbi község: Roquetaillade és Conilhac-de-la-Montagne egyesítésével. Lakosainak száma 269 fő (2022. január 1.).

## Népesség
| Lakosok száma | 277  | 277  | 275  | 273  | 271  | 269  |
|               | 2017 | 2018 | 2019 | 2020 | 2021 | 2022 |